# CityJet
CityJet (IATA: WX, OACI: BCY) es una aerolínea regional irlandesa, con sede en centro de negocios de Swords, Condado de Dublín, Irlanda. CityJet actualmente opera servicios programados para London City Airport y servicios ACMI para Brussels Airlines, Air France y SAS (Scandinavian Airlines). 

## Historia
La aerolínea se creó en septiembre de 1992, empezando sus operaciones regulares el 12 de enero de 1994 entre el Aeropuerto de Londres-City y el Aeropuerto de Dublín bajo un acuerdo de franquicia con la aerolínea británica Virgin Atlantic Airways. El 4 de julio de 1997, la aerolínea terminó el acuerdo y comenzó a operar la ruta bajo su propia marca. 
A su vez, CityJet operaba el servicio entre París y Londres-City en nombre de Air France. En mayo de 1999, Air France se hizo con el 25% de las acciones de la aerolínea. En febrero de 2002, Air France compró el 75% restante, asumiendo en control total de la aerolínea.
Air France vendió CityJet a Intro Aviation en mayo de 2014. En marzo de 2016, la aerolínea fue comprada por el fundador Pat Byrne y otros inversores. 

## Flota

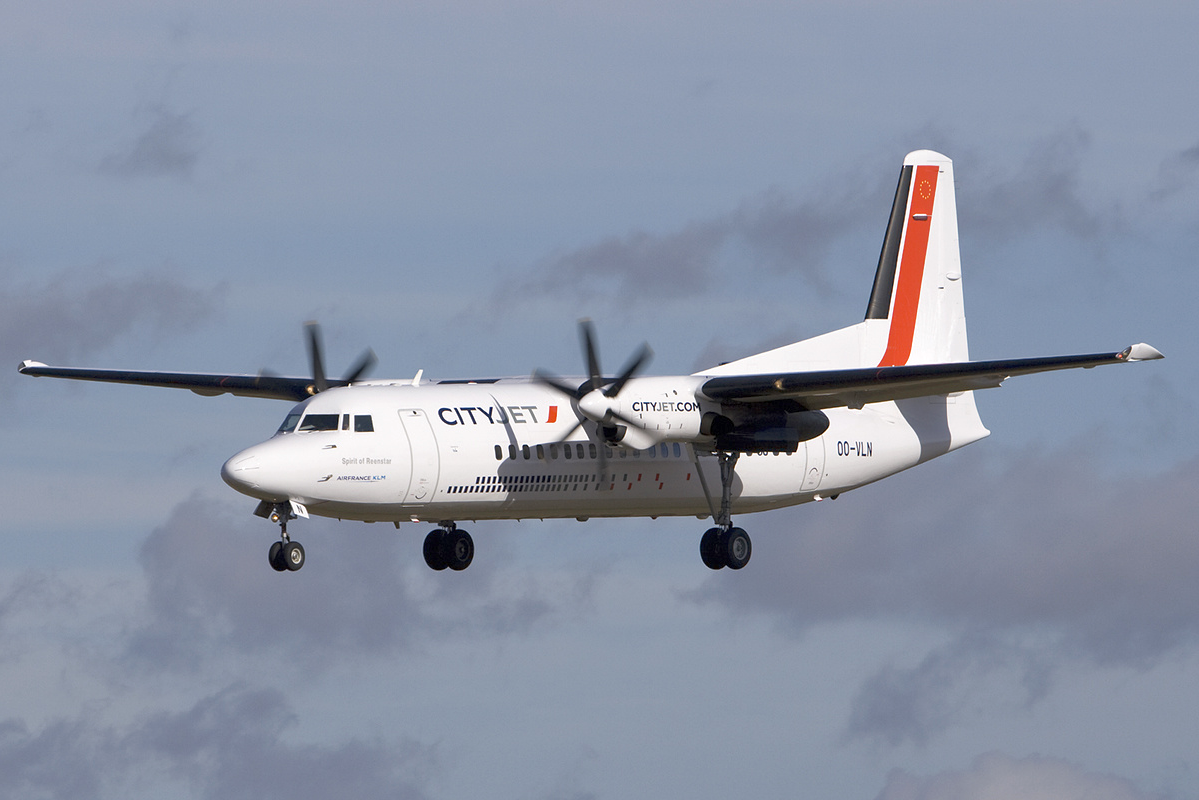
Un Fokker 50 de CityJet en el Aeropuerto de Luxemburgo Findel. (2010)

### Flota actual
En la actualidad, la flota de CityJet se compone de las siguientes aeronaves:
| Aeronaves          | En servicio | Pedidos | Pasajeros (clase única)                          | Matrículas                                       | Antigüedad                                       | Notas                                            |
| ------------------ | ----------- | ------- | ------------------------------------------------ | ------------------------------------------------ | ------------------------------------------------ | ------------------------------------------------ |
| Bombardier CRJ900  | 21          | —       | 88                                               | EI-GEH                                           | 15,2 años                                        |                                                  |
| Bombardier CRJ900  | 21          | —       | 88                                               | EI-GEA                                           | 15,2 años                                        |                                                  |
| Bombardier CRJ900  | 21          | —       | 88                                               | EI-GED                                           | 14,9 años                                        |                                                  |
| Bombardier CRJ900  | 21          | —       | 88                                               | EI-GEF                                           | 14,7 años                                        | Operando para Scandinavian Airlines System       |
| Bombardier CRJ900  | 21          | —       | 88                                               | EI-GEC                                           | 15,2 años                                        |                                                  |
| Bombardier CRJ900  | 21          | —       | 90                                               | EI-FPB                                           | 8,2 años                                         |                                                  |
| Bombardier CRJ900  | 21          | —       | 90                                               | EI-FPD                                           | 8,1 años                                         |                                                  |
| Bombardier CRJ900  | 21          | —       | 90                                               | EI-FPE                                           | 8,1 años                                         |                                                  |
| Bombardier CRJ900  | 21          | —       | 90                                               | EI-FPF                                           | 8,1 años                                         |                                                  |
| Bombardier CRJ900  | 21          | —       | 90                                               | EI-FPG                                           | 8 años                                           |                                                  |
| Bombardier CRJ900  | 21          | —       | 90                                               | EI-FPH                                           | 7,9 años                                         | Operando para Scandinavian Airlines System       |
| Bombardier CRJ900  | 21          | —       | 90                                               | EI-FPI                                           | 7,4 años                                         |                                                  |
| Bombardier CRJ900  | 21          | —       | 90                                               | EI-FPN                                           | 6,9 años                                         | Operando para Scandinavian Airlines System       |
| Bombardier CRJ900  | 21          | —       | 90                                               | EI-FPP                                           | 6,9 años                                         | Operando para Scandinavian Airlines System       |
| Bombardier CRJ900  | 21          | —       | 90                                               | EI-FPR                                           | 6,7 años                                         | Operando para Scandinavian Airlines System       |
| Bombardier CRJ900  | 21          | —       | 90                                               | EI-FPS                                           | 6,7 años                                         | Operando para Scandinavian Airlines System       |
| Bombardier CRJ900  | 21          | —       | 90                                               | EI-FPT                                           | 6,6 años                                         | Operando para Scandinavian Airlines System       |
| Bombardier CRJ900  | 21          | —       | 90                                               | EI-FPU                                           | 6,6 años                                         | Operando para Scandinavian Airlines System       |
| Bombardier CRJ900  | 21          | —       | 90                                               | EI-FPV                                           | 6,5 años                                         | Operando para Scandinavian Airlines System       |
| Bombardier CRJ900  | 21          | —       | 90                                               | EI-FPW                                           | 6,3 años                                         | Operando para Scandinavian Airlines System       |
| Bombardier CRJ900  | 21          | —       | 90                                               | EI-FPX                                           | 6,2 años                                         | Operando para Scandinavian Airlines System       |
| Bombardier CRJ1000 | 6           | —       | 100                                              | EI-HIA                                           | 13,8 años                                        |                                                  |
| Bombardier CRJ1000 | 6           | —       | 100                                              | EI-HIE                                           | 13,4 años                                        |                                                  |
| Bombardier CRJ1000 | 6           | —       | 100                                              | EI-HIB                                           | 13,3 años                                        |                                                  |
| Bombardier CRJ1000 | 6           | —       | 100                                              | EI-HIC                                           | 12,6 años                                        |                                                  |
| Bombardier CRJ1000 | 6           | —       | 100                                              | EI-HBA                                           | 12,5 años                                        |                                                  |
| Bombardier CRJ1000 | 6           | —       | 100                                              | EI-HID                                           | 12,1 años                                        |                                                  |
| Total              | 27          | —       | Edad media de la flota (mayo de 2024): 9,9 años. | Edad media de la flota (mayo de 2024): 9,9 años. | Edad media de la flota (mayo de 2024): 9,9 años. | Edad media de la flota (mayo de 2024): 9,9 años. |

### Flota histórica
| Aeronaves                       | Total | Introducido | Retirado | Matrículas |
| ------------------------------- | ----- | ----------- | -------- | --- |
| ATR 42                          | 3     | 2014        | 2017     | EI-EHH, LY-DAT y OY-RUO |
| ATR 72                          | 1     | 2015        | 2015     | EI-REI |
| British Aerospace 146/Avro RJ85 | 57    | 1993        | 2020     | EI-CJP, EI-CMS, EI-CMY, EI-CNB, EI-CNQ, EI-COF, EI-CPY, EI-CSK, EI-CSL, EI-CTY, EI-CWA, EI-CWB, EI-CWC, EI-CWD, EI-CZO, EI-DDE, EI-DEV, EI-DEW, EI-DEX, EI-DJJ, EI-DMK, EI-DNJ, EI-JET, EI-PAT, EI-RJA, EI-RJB, EI-RJC, EI-RJD, EI-RJE, EI-RJF, EI-RJG, EI-RJH, EI-RJI, EI-RJJ, EI-RJK, EI-RJL, EI-RJM, EI-RJN, EI-RJO, EI-RJP, EI-RJR, EI-RJS, EI-RJT, EI-RJU, EI-RJV, EI-RJW, EI-RJX, EI-RJY, EI-RJZ y EI-WXA |
| BAerospace ATP                  | 2     | 1999        | 2000     | G-OBWL y G-OBWO |
| Dornier 328                     | 6     | 2006        | 2014     | G-BWWT, G-BWIR, G-BYMK, G-BYML, G-BZOG y G-CCGS |
| Fokker 50                       | 15    | 2009        | 2016     | OO-VLE, OO-VLF, OO-VLI, OO-VLJ, OO-VLL, OO-VLM, OO-VLN, OO-VLO, OO-VLP, OO-VLQ, OO-VLR, OO-VLS, OO-VLV, OO-VLY y OO-VLZ |
| Saab 2000                       | 3     | 1998        | 2000     | EI-CPM, EI-CPQ y EI-CPW |
| Sukhoi Superjet 100             | 7     | 2016        | 2020     | EI-FWD, EI-FWG, EI-FWA, EI-FWB, EI-FWC, EI-FWE y EI-FWF |